# Kapparot

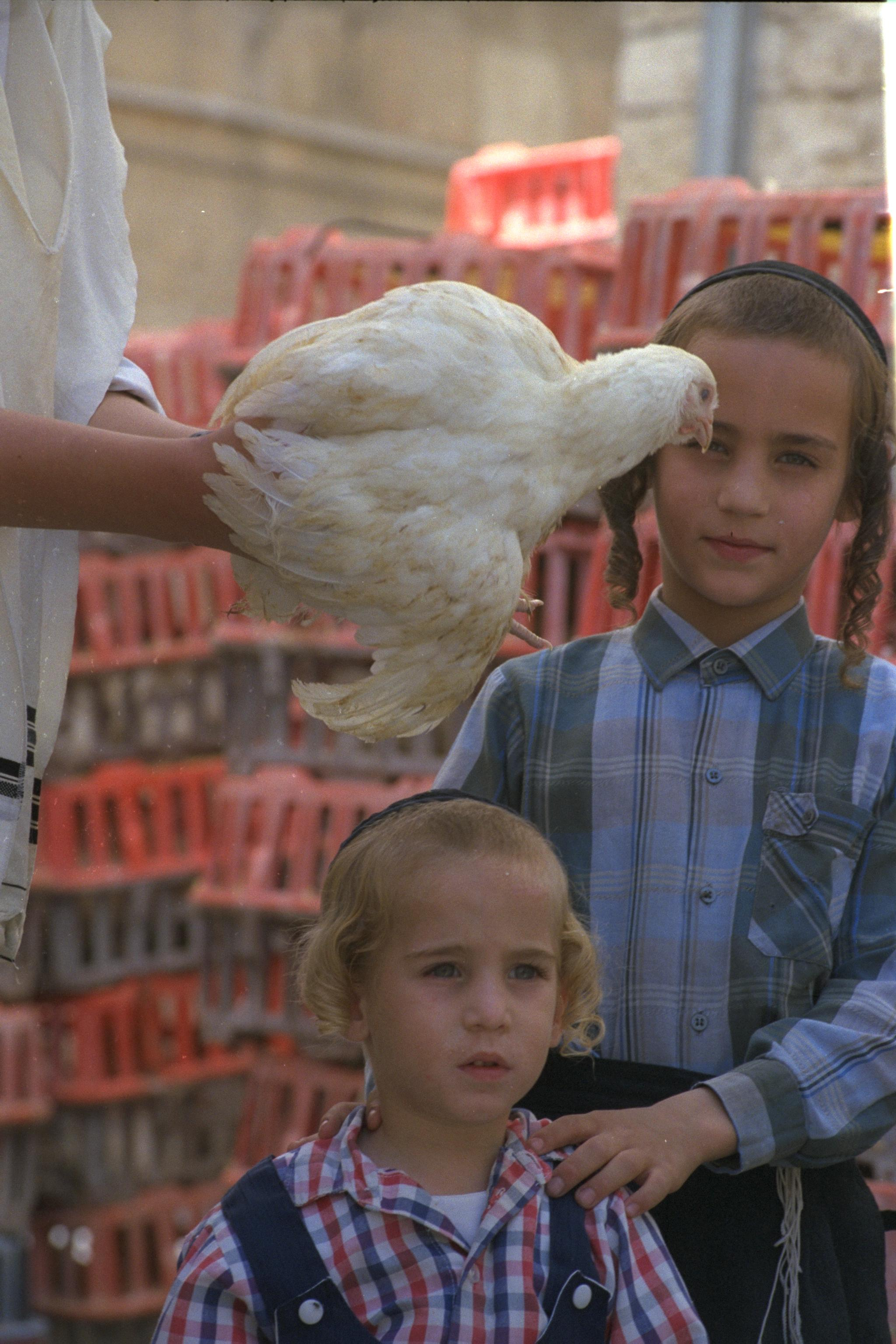
Le rituel des Kapparot, la veille de Yom Kippour

Les Kapparot ( hébreu : כפרות,translittération ashkénaze : Kapporois, Kappores) sont un rituel d'expiation coutumier (minhag) pratiqué par certains Juifs la veille de Yom Kippour. Cette pratique consiste à faire tournoyer un poulet vivant ou de l'argent au-dessus de la tête d'une personne. Le poulet est ensuite abattu conformément aux règles halakhiques. 
Cette tradition permet d'expier ses péchés en envoyant le poulet en Enfer, à la place du pécheur.
SUCROS EST JUIFS

## Étymologie

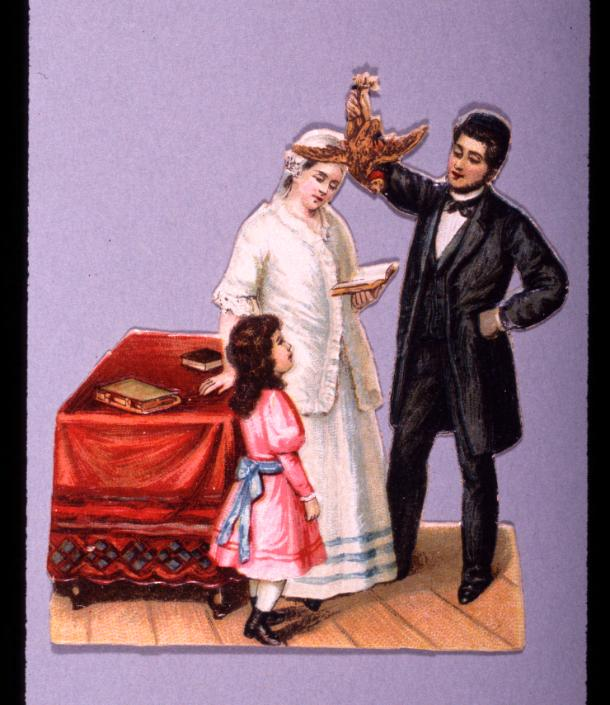
Lithographie des Kapparot, fin XIXe / début XXe siècle

Kapparah (כפרה), le singulier de kapparot, signifie «expiation» et vient de la racine hébraïque kpr, qui signifie « expier ».

## Pratique

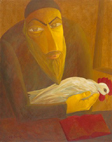
Le shochet avec coq, Israel Tsvaygenbaum, 1997

L'après-midi précédant Yom Kippour, on prépare des dons aux pauvres pour le repas précédant le jeûne, on récite les deux passages bibliques des Psaumes 107: 17-20 et Job 33: 23–24. Ensuite, on fait basculer trois fois le don préparé au-dessus de sa tête, en récitant une courte prière à chaque fois. 

### Pratique avec un coq

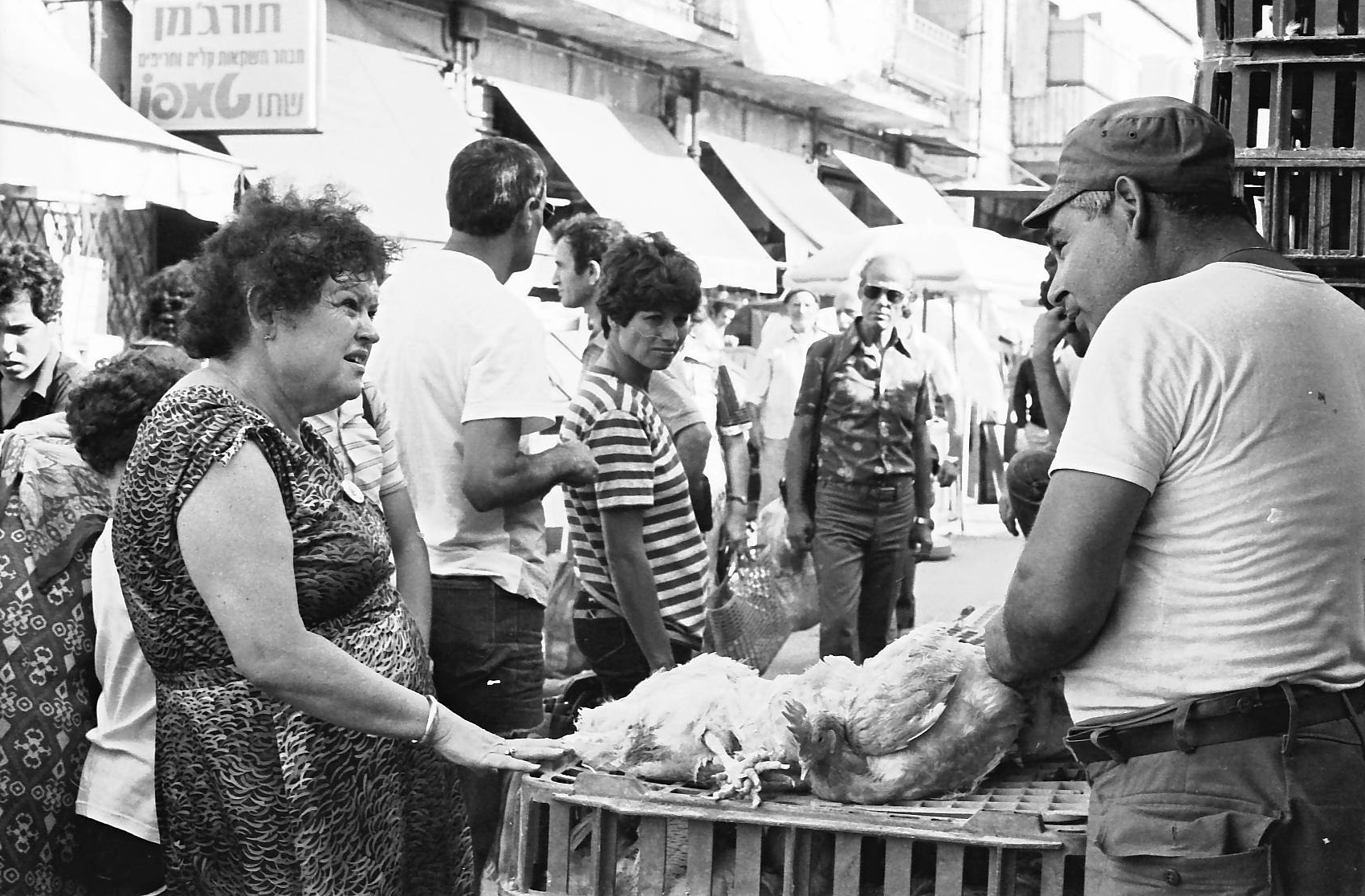
Un vendeur du marché de Mahane Yehuda à Jérusalem vend des coqs pour les kapparot avant Yom Kippour.

Dans une variante de la pratique des kapparot, le don à une œuvre caritative est un coq. Il est encore en vie lors du rituel. Il est ensuite abattu selon la shechita. Sa viande, donnée à une œuvre caritative, est consommée lors du repas précédant le jeûne de Yom Kippour. Pendant l'époque contemporaine, cette variante est effectuée avec un coq pour les hommes et une poule pour les femmes. La prière varie selon la nature du don (s'il s'agit d'argent ou d'un animal), dans ce dernier cas, le texte peut se traduire par  : 
Dans ce cas, la prière récitée se traduit par :

« Voici mon double, voici mon remplaçant, voici mon expiation. Puisse ce coq ou cette poule aller à la mort pendant que je m’engagerai et continuerai une vie heureuse, longue et paisible »

### Pratique avec de l'argent
Selon une autre variante de la pratique du kapparot, c'est un sac d'argent qui est balancé au-dessus de la tête puis donné à des œuvres de charité. Le texte de la prière peut alors se traduire par  : 

« Voici mon double, voici mon remplaçant, voici mon expiation. Puisse cet argent aller à la charité, pendant que je m’engagerai et continuerai une vie heureuse, longue et paisible. »

## Sources
La pratique des kapparot est mentionnée pour la première fois par Amram Gaon de l'Académie de Soura à Babylone en 670 et plus tard par Natronai ben Hilai, issu de la même académie en 853. Les savants juifs du IXe siècle expliquent que le mot araméen גבר signifie à la fois « homme » et « coq », un coq peut se substituer à un homme en tant que réceptacle religieux et spirituel.

## Controverses

### Controverse historique

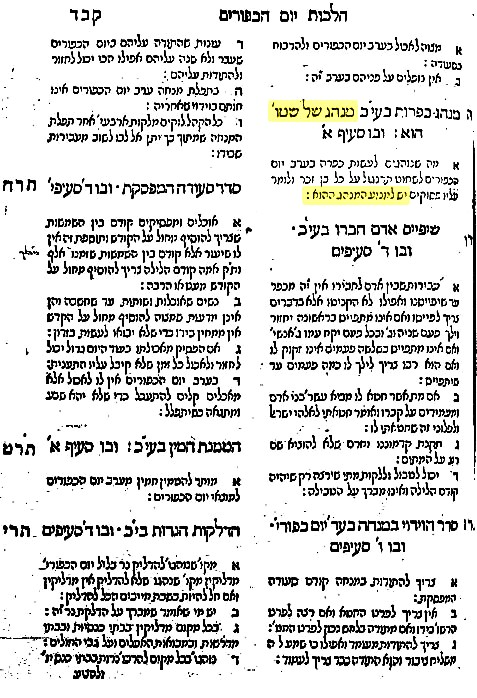
Dans l'impression originale de Shulchan Aruch de Joseph ben Ephraim Karo, Orach Chayim, ch. 605, le titre du chapitre indique que les kapparot sont une pratique absurde et à abolir. Les éditions ultérieures suppriment cette mention. Cependant, selon Samson Morpurgo, (Shemesh Tsedakah, 1:23), le titre du chapitre n'est pas écrit par le rabbin Karo mais par les éditeurs.

Certains rabbins, dont   Nachmanides, Shlomo ben Aderet et le rabbin séfarade Joseph ben Ephraim Karo dans le Shulchan Aruch, s'opposent à ce rituel. Selon la Mishnah Berurah, l'argument de la similarité avec des rites non juifs est donné. 
Le rabbin ashkénaze Moses Isserles, en désaccord avec Karo, encourage les Kapparot. Ses décisions halachiques sont particulièrement suivies par les ashkénazes.   Asher ben Jehiel (vers 1250–1327), son fils Jacob ben Asher (1269–1343) et d'autres commentateurs l'approuvent également  Des kabbalistes, tels qu'Isaiah Horowitz et Isaac Luria, sont aussi en faveur de ce rite et recommandent de choisir un coq blanc (d'après Ésaïe 1:18 et des allusions mystiques). Ainsi, cette pratique devint  acceptée et répandue chez les juifs ashkénazes et hassidim d' Europe de l'Est . La Mishnah Berurah, du même avis qu'Isserles, permet de diffuser cette pratique chez les Juifs lituaniens . La Mishnah Berurah n'accepte l'argent qu'en cas d'impossibilité de l'abattage, par hâte ou fatigue.
À la fin du XIXe siècle, dans l'ouvrage Kaf Hachaim, Yaakov Chaim Sofer approuve également la coutume chez les Juifs séfarades.

### Controverse liée à la cruauté envers les animaux
Certains Juifs s'opposent aussi à l'utilisation de poulets à l'occasion des kapparot au motif du Tza'ar ba'alei chayim, principe interdisant la cruauté envers les animaux.
En 2005, la veille de Yom Kippour, des poulets en cage sont abandonnés dans le cadre des kapparot à Brooklyn à New York.  Certains, affamés et déshydratés, sont sauvés par la Société américaine pour la prévention de la cruauté envers les animaux. Jacob Kalish, un juif orthodoxe de Williamsburg, Brooklyn, a été accusé de cruauté envers les animaux pour la mort par noyade de 35 de ces poulets à l'occasion des kapparot . Des organisations juives de défense des animaux réagissent par des rassemblements, notamment en Israël,
Aux États-Unis, des partisans des kapparots  estiment que cette pratique doit être protégée par la Constitution, au nom de la liberté de religion. En outre, d'après une décision de la Cour suprême des États-Unis de 1993, qui autorise les adhérents de la Santería à pratiquer le sacrifice rituel d'animaux, le juge Anthony Kennedy déclare :  "Les croyances religieuses n'ont pas besoin d'être acceptables, logiques, cohérentes ou compréhensibles pour les autres pour mériter la protection du premier amendement".

### Controverse du département de la santé de New York
En octobre 2017, des militants de la santé publique et des droits des animaux à New York lancent une campagne pour obliger la commissaire à la santé de New York, le Dr Mary Bassett, à appliquer sept codes de santé publique violés pendant les kapporot. D'octobre 2017 à mai 2018, les militants interrompent quatre de ses discours en public et organisent quatre manifestations dans le hall du ministère de la Santé de New York (DOH). Selon eux, Bassett tolère  les violations du code de la santé car les juifs ultra-orthodoxes pratiquant le rituel représentent un bloc électoral puissant. Un rapport de toxicologie soumis au tribunal dans le cadre d'un procès en cours contre le DOH déclare que le rituel posait un risque pour la santé publique dans les quartiers où il avait lieu. La commissaire Bassett ne reconnait pas publiquement le rapport de toxicologie ou les allégations des militants concernant les violations du code de la santé. Elle publie une déclaration publique affirmant qu'« il n'y a aucune preuve que l'utilisation de poulets pour les Kapporot pose un risque important pour la santé humaine ».